# فهرست مدل‌های مد روسی

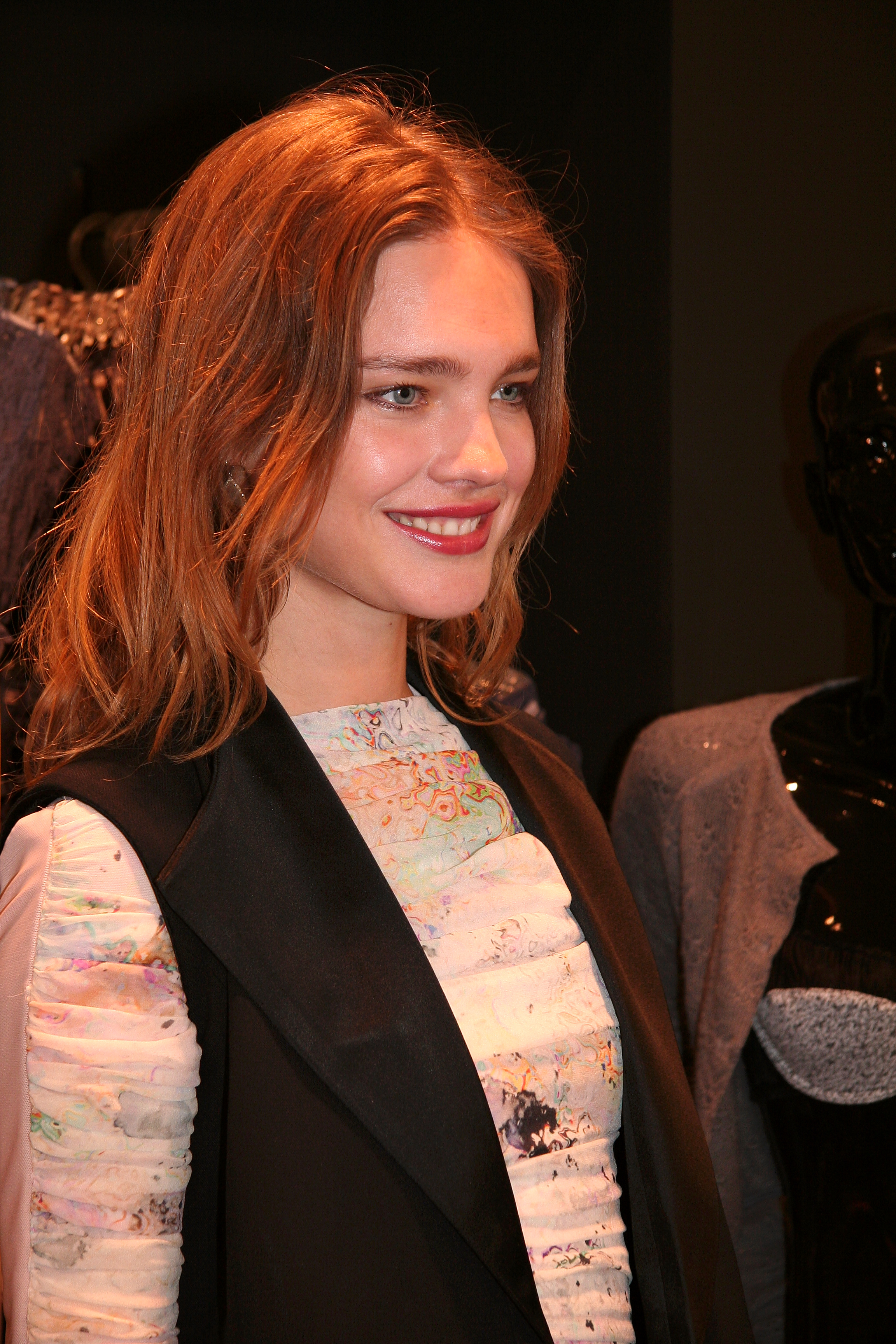
ناتالیا وودیانوا

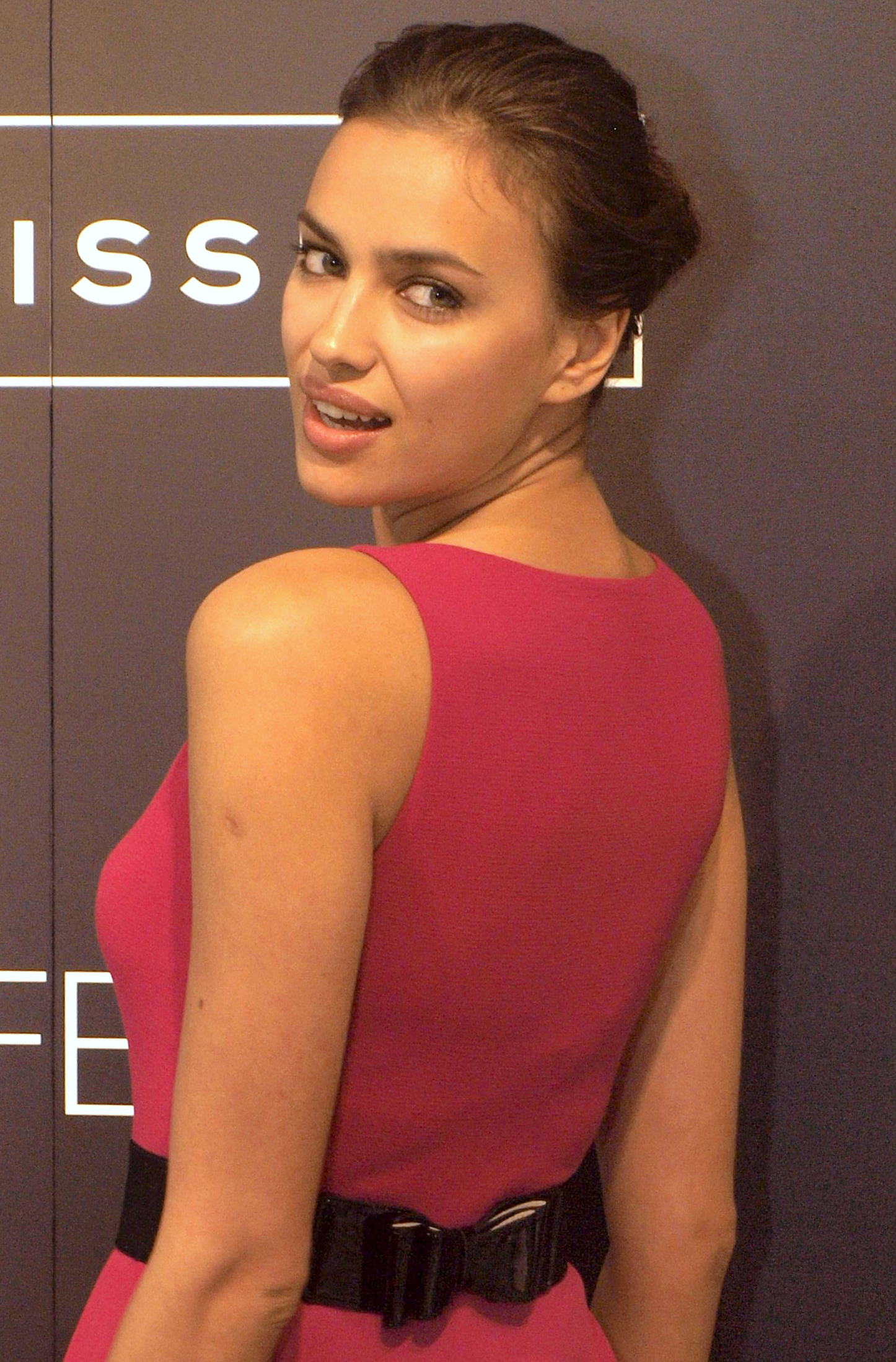
ایرینا شایک

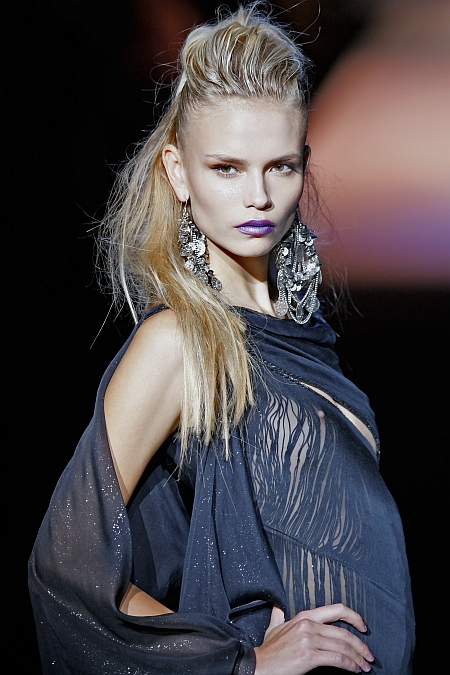
ناتاشا پلی

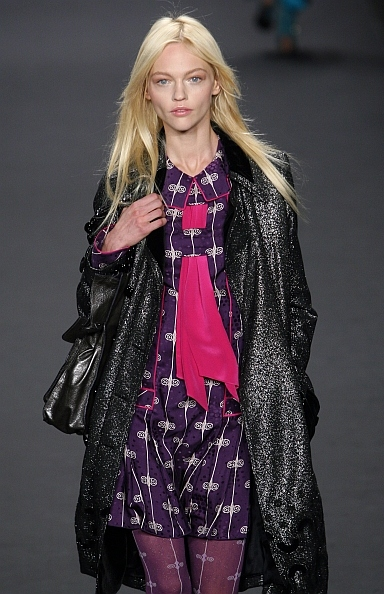
ساشا پیووارووا

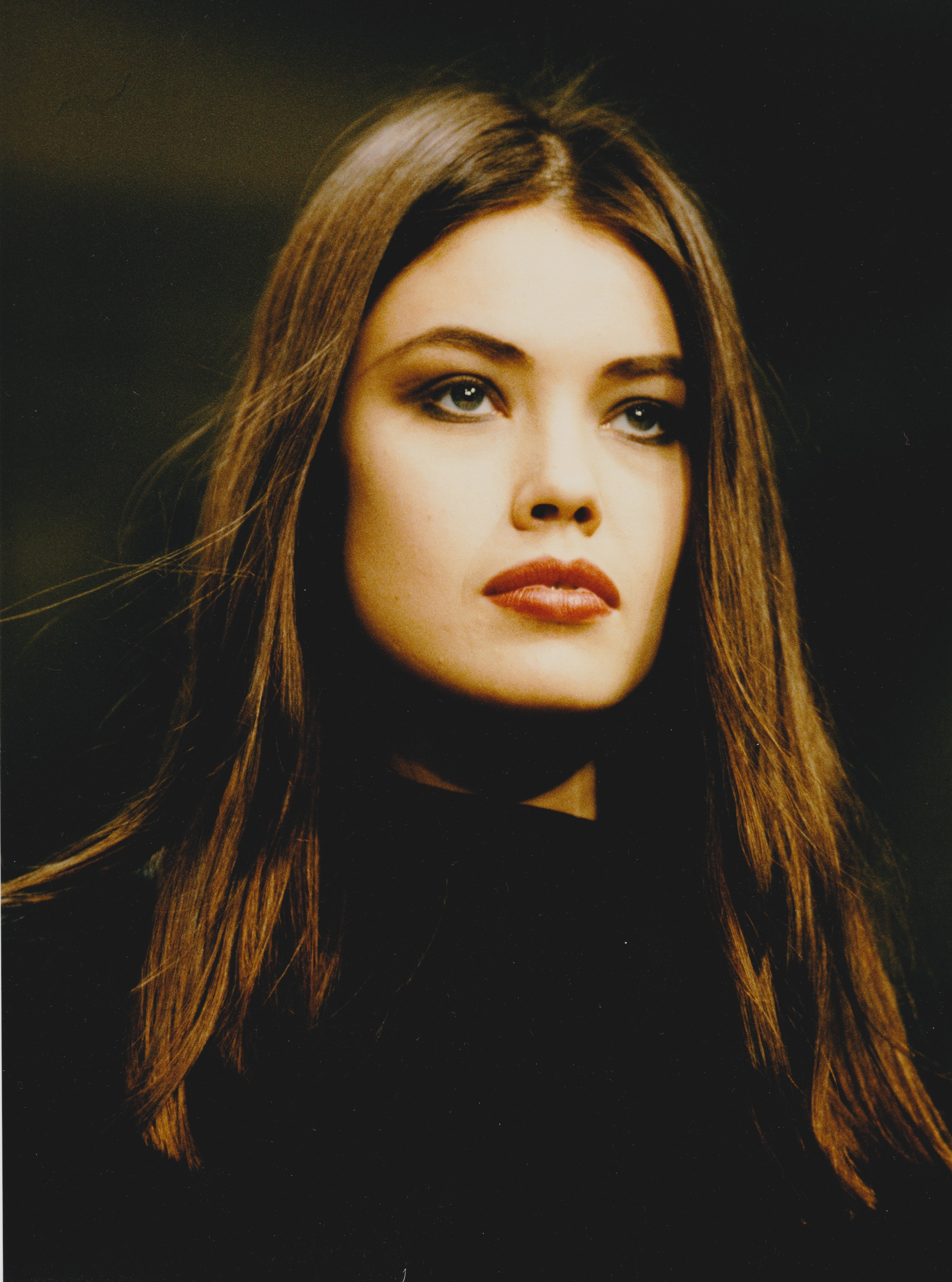
تاتیانا شروکو

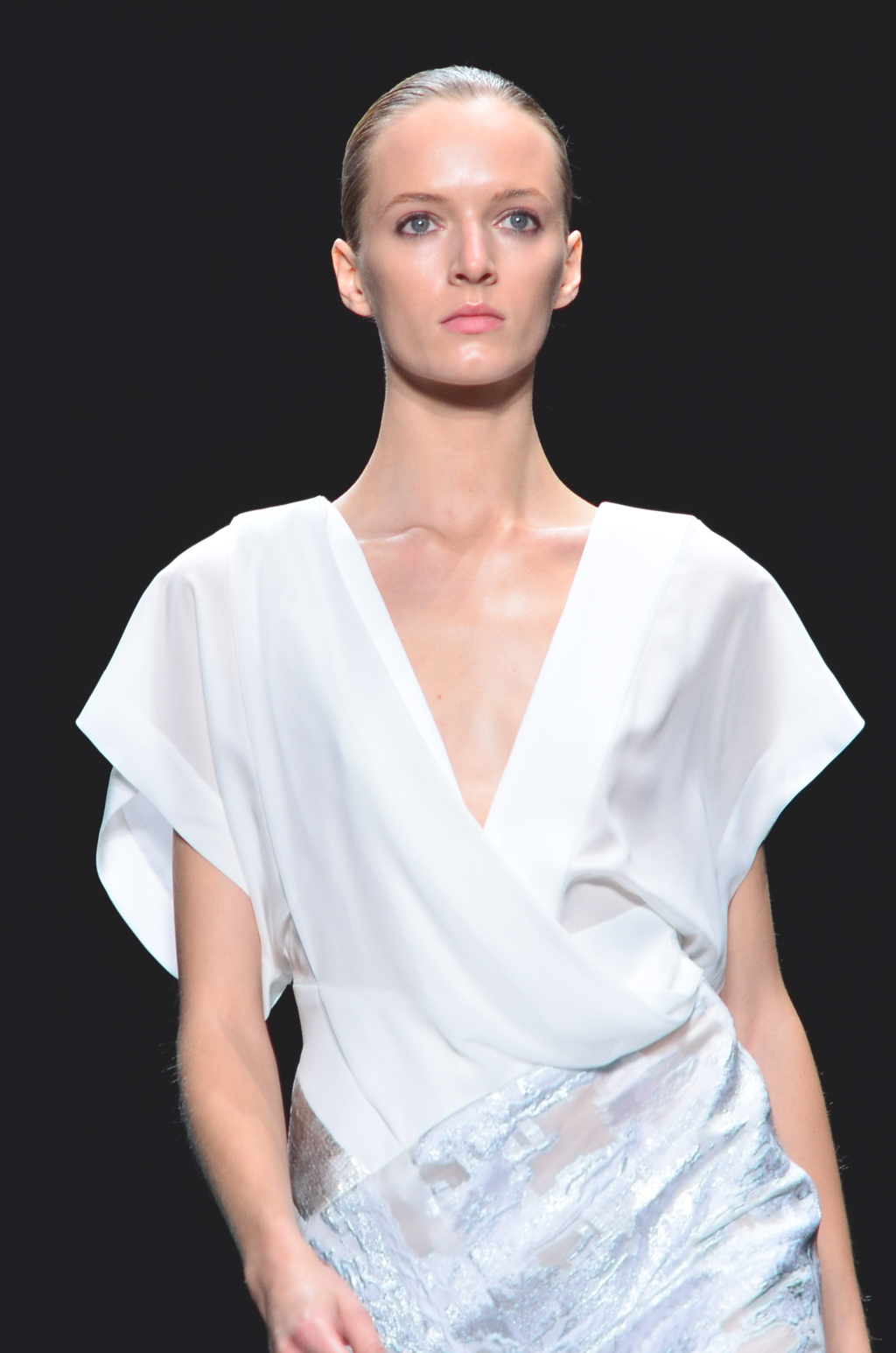
داریا استراکس

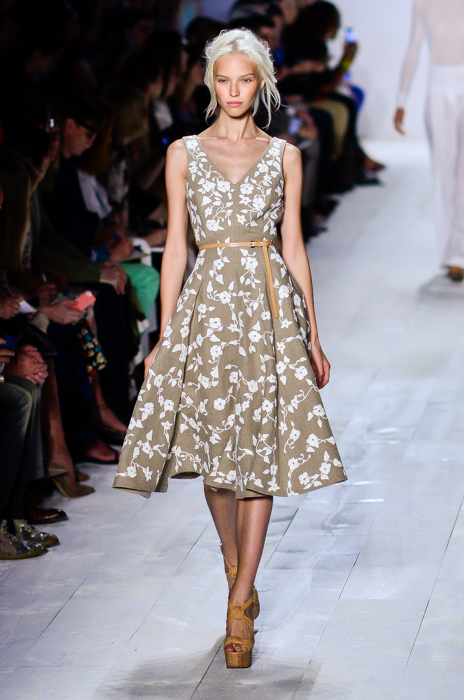
ساشا لوس

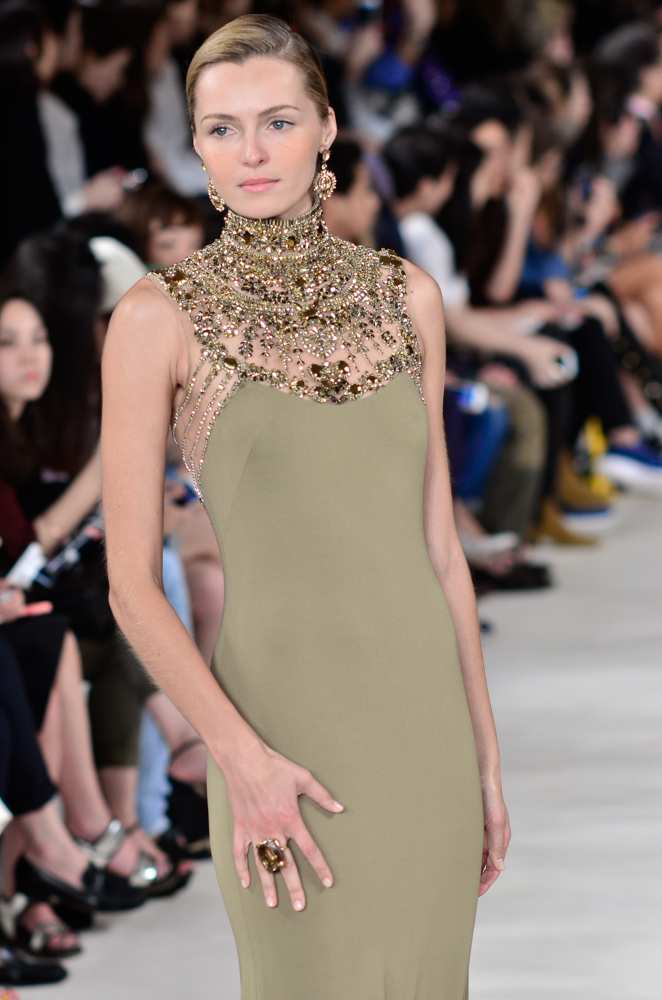
والنتینا زیه‌وا

فهرستی از موفق‌ترین مدل‌های مد روسی.

## الفبا

### آ
- ایرینا آنتوننکو

### الف
- ناتالیا وودیانوا
- اولگا پاچکووا
- یولیا اسنیگر
- مارینا الکساندرووا
- الیزاوتا گولووانووا
- آنه ویالیتسینا

### ب
- یانا بلر

### پ
- پولینا گاگارینا
- ایرینا پانتائوا
- اوکسانا پوهپا
- ناتاشا پلی
- ساشا پیووارووا

### چ
- زینا چیومیتچوا

### ر
- لودمیلا رادچنکو
- اولگا رودیونوا
- ولادا روسلیاکف

### س
- سوفیا رودیوا

### ش
- ماریا شاراپووا
- تاتیانا شروکو
- ایرینا شایک

### ف
- الگا فوندا

### ک
- روسلانا کورشونووا
- آنا کورنیکوا
- ورا کراسووا
- کیت گرگوریوا

### گ
- ناتالی گلبووا
- گوالی گر

### ل
- ساشا لوس
- آنا لیتوینوا

### ن
- ناتالی گال

### ی
- یانا دابروولسکایا